# فرانز نيومان
فرانز نيومان (بالألمانية: Franz von Neumann)‏ هو مهندس معماري نمساوي، ولد في 16 يناير 1844 في فيينا في النمسا، وتوفي بنفس المكان في 1 فبراير 1905.

## معرض صور

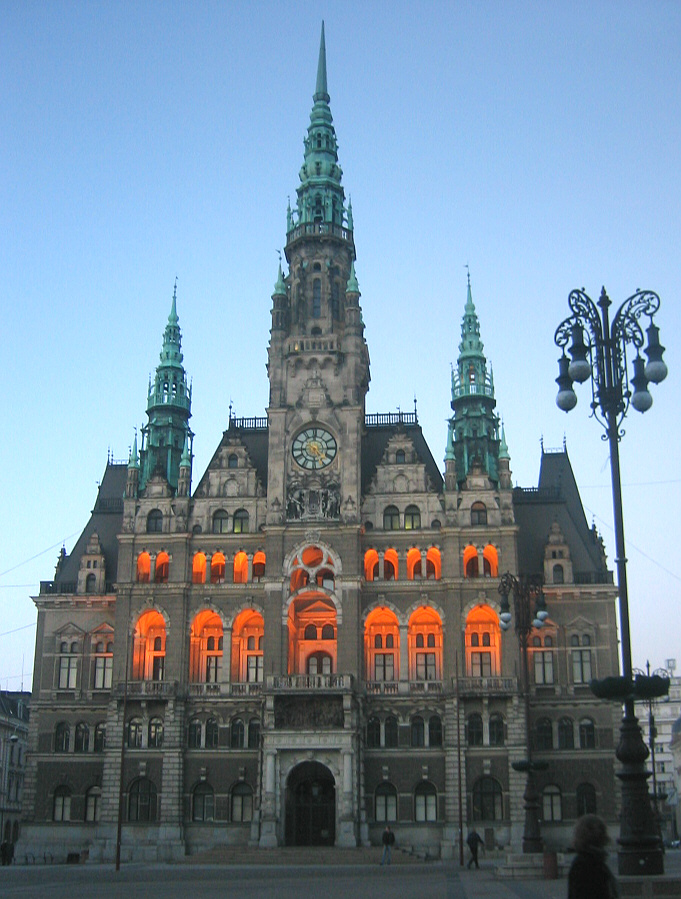
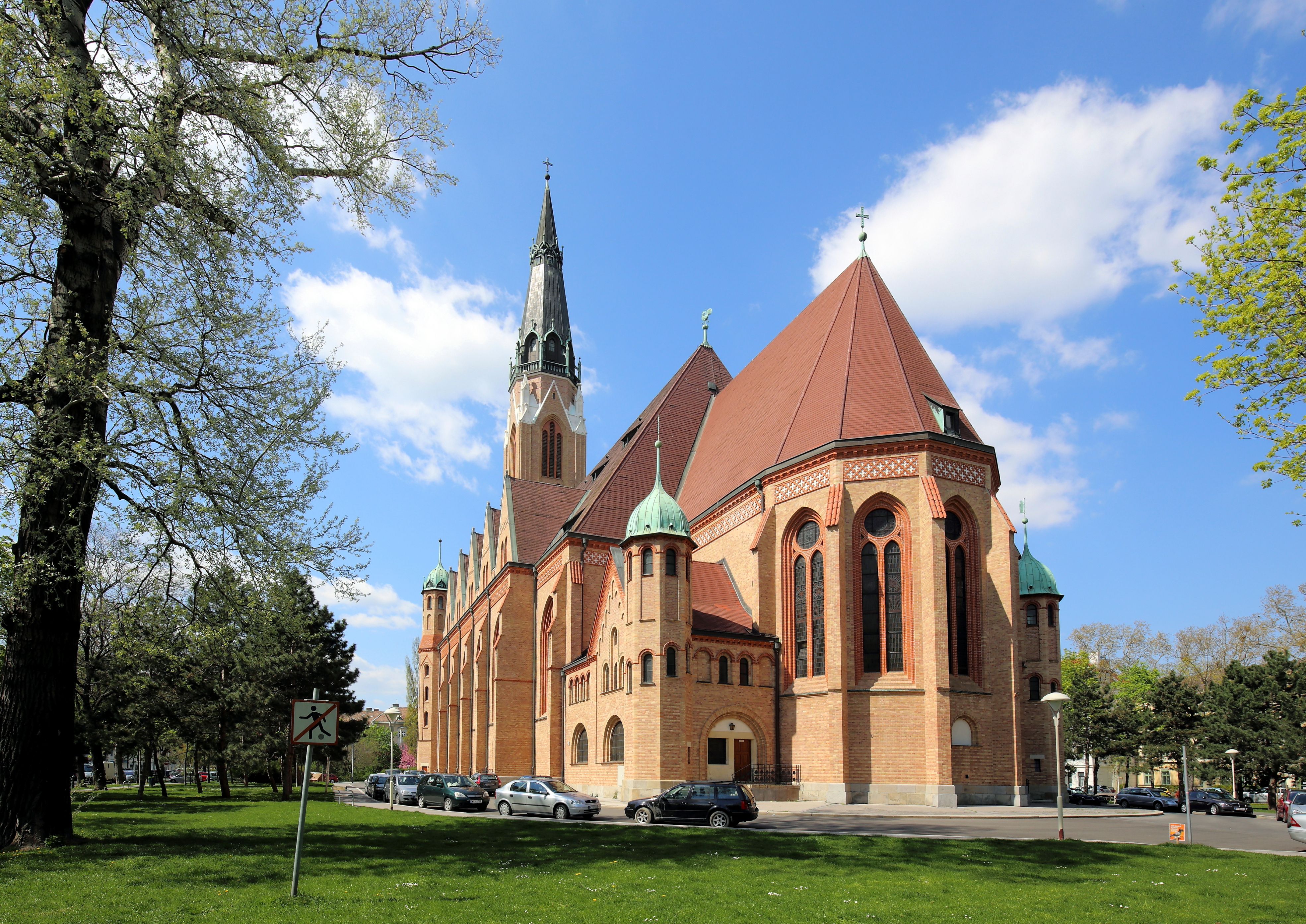
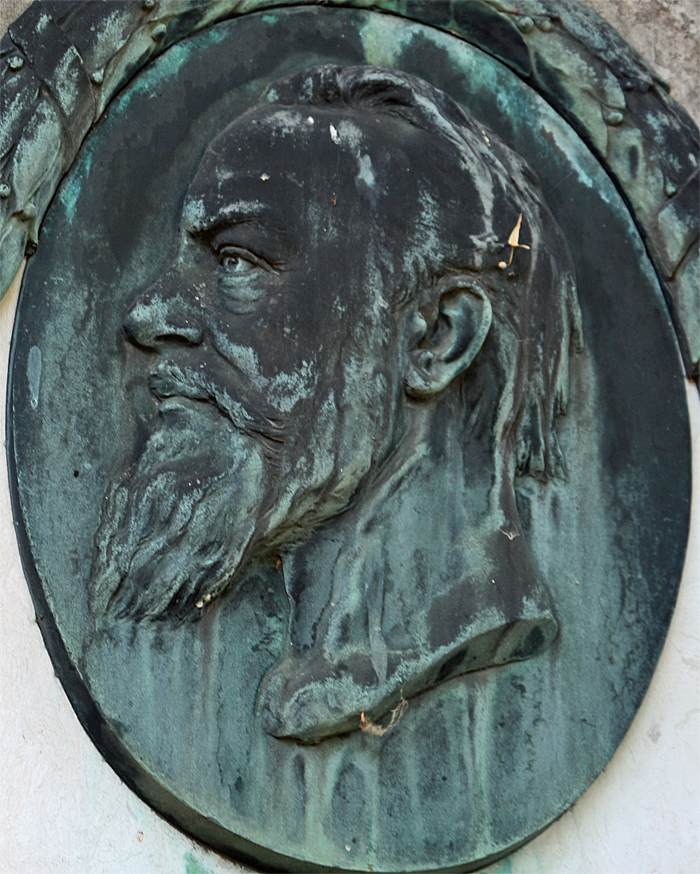